# Bactrocera tetrachaeta
Bactrocera tetrachaeta
 es una especie de insecto díptero que Mario Bezzi describió científicamente por primera vez en 1919. Esta especie pertenece al género Bactrocera de la familia Tephritidae. Esta especie como plaga agrícola ha sido atacada por los agricultores en Filipinas.